# The Ancient Blood
The Ancient Blood è un cortometraggio muto del 1916 diretto da Charles Bartlett.

## Produzione
Il film fu prodotto dalla Balboa Amusement Producing Company.

## Distribuzione
Distribuito dalla General Film Company, il film - un cortometraggio di tre bobine - uscì nelle sale cinematografiche USA il 24 giugno 1916.